# Purevideo
PureVideo – technologia wprowadzona przez firmę Nvidia w kartach GeForce serii 6, 7, 8 i 9.
Platforma sprzętowo wspomagająca dekodowanie obrazu wideo (MPEG-1/2, MPEG-4, WMV9, H.264) i poprawiająca jego jakość.

## Informacje ogólne
Pod nazwą PureVideo kryje się marketingowe określenie zbioru kilku sprzętowych technik wspomagających trzy główne etapy przetwarzania strumienia wideo: dekodowanie obrazu, operacje przetwarzania zdekompresowanych już klatek oraz wyświetlania ich na ekranie.

## Etap dekodowania obrazu
Dekodowanie strumieni MPEG-1/2 i WMV9 przy wykorzystaniu algorytmów Motion Compensation (MC) i transformatę IDCT (Inverse Discrete Cosinus Transform), które są podstawowymi procesami obliczeniowymi przy dekompresji cyfrowych obrazów wideo wszystkich formatów

## Etap operacji przetwarzania zdekompresowanych klatek
Usuwanie przeplotu metodą przestrzenno-czasową (Spatial-Temporal De-Interlacing), cztero- i pięciostopniowe skalowanie obrazu, zwiększenie lub zmniejszenie liczby klatek wyświetlanych na ekranie w stosunku do oryginalnej prędkości filmu – algorytmy 3:2, 2:2 pulldown (nazywany też Telescine) i Inverse Telescine – oraz Bad Edit Correction. Tryby tzw. skoku klatek 3:2 i 2:2 pozwalają na zamianę szybkości odtwarzania filmu ze standardu PAL (25 kl./s) lub 30 kl./s (NTSC) na prędkość kinową (24 kl./s). Inverse Telescine (przywrócenie progresywnych klatek) działa w przeciwną stronę. Z kolei proces Bad Edit Correction ma za zadanie usunięcie ewentualnych błędów powstałych przy zastosowaniu filtrów pulldown i Inverse Telescine.

## Etap wyświetlania obrazu na ekranie
Konwersja kolorów z telewizyjnej przestrzeni barwnej YUV na system RGB a także możliwość korekcji kolorów. W trakcie wysyłania przetworzonego już obrazu na ekran (tryb overlay) można regulować temperaturę barwową i korygować krzywą gamma.

## Zalety PureVideo
- sprzętowe filtry wygładzające obraz
- wspomaganie skalowania obrazu
- korekcja kolorów w trybie Overlay
- zmiana liczby klatek w stosunku do oryginalnej szybkości odtwarzania filmu
- odciążenie procesora przy dekodowaniu (tylko PureVideo)
- wspomaganie odtwarzania dźwięku dla części układów dźwiękowych (tylko PureVideo)
- obsługa kodowania H.264

Technologia ta wykorzystywana jest w niewielu programach przez co mało popularna, dodatkowo za korzystanie z purevideo trzeba uiścić opłatę licencyjną (wraz z dekoderem PureVideo).
Technologia zaszyta w dekoderze PureVideo korzysta wyłącznie z mechanizmów DirectX 9.0, dzięki temu dekoder działa też doskonale z kartami ATI.